# Блабырхуа
Бла́бырхуа (абх. Блабырхәа; груз. ბლაბურხვა) — село в Абхазии, в Гудаутском районе частично признанной Республики Абхазия, согласно административному делению Грузии — в Гудаутском муниципалитете Абхазской Автономной Республики. Расположено к северо-западу от райцентра Гудаута в равнинно-предгорной полосе у подножья Бзыбского хребта. До 1992 года село официально называлось Блабурхва. 
В административном отношении село является административным центром Блабырхвинской сельской администрации (абх. Блабырхәа ақыҭа ахадара), в прошлом Блабурхвинского сельсовета. По территории села проходит основное шоссе Абхазии.

## Границы
На севере границей Блабырхуа служит Бзыбский хребет, на востоке Блабырхуа граничит с селом Бармыш, на юге — с селом Амжикухуа и посёлком Мюссера, на западе — по реке Бзыбь с Гагрским районом.

## Население
Население Блабурхвинского сельсовета по данным переписи 1989 года составляло 837 чел. Этнический состав — абхазы.
По данным переписи 1959 года в селе Блабурхва жило 167 человек, в основном абхазы (в Блабурхвском сельсовете в целом — 827 человек, также в основном абхазы). По данным переписи 1989 года население  Блабурхваского сельсовета  составило 837 человек, в том числе села Блабурхва —  151 человек, в основном абхазы По данным переписи 2011 года численность населения сельского поселения (сельской администрации) Блабырхуа составила 633 жителя, из них 98,1 % — абхазы (621 человек), 0,6 % — армяне (4 человека), 0,6 % — русские (4 человека), 0,2 % — украинцы (1 человек), 0,5 % — другие (3 человека).
По данным переписи населения 1886 года в селении Блабырхуа проживало православных христиан — 793 чел., мусульман-суннитов — 18 чел. По сословному делению в Блабырхуа имелось 34 дворянина, 5 представителей православного духовенства и 772 крестьянина. Князей и представителей «городских» сословий в Блабырхуа не проживало.
| Год переписи | Число жителей | Этнический состав                                     |
| ------------ | ------------- | ----------------------------------------------------- |
| 1886         | 811           | абхазы 99,4%; грузины 0,6%                            |
| 1926         | 927           | абхазы 89,8%; армяне 3,9%; грузины 3,1%; русские 1,4% |
| 1959         | 827           | абхазы (нет точных данных)                            |
| 1989         | 837           | абхазы (нет точных данных)                            |
| 2011         | 633           | абхазы (98,1 %)                                       |

## Историческое деление
Село Блабырхуа исторически подразделяется на 5 посёлков (абх. аҳабла):
- Анхаштук
- Блабырхуа-Агу
- Цвдзаха
- Черкез Иху
- Шлара

## Интересное
Наименование села происходит от абхазской дворянской фамилии Блабб (или Блабба). Ранее эти земли принадлежали представителям данной фамилии, и в народе говорили Блабба рху (то есть холм Блаббовых).
Бо́льшая часть дворов в Блабырхуа, как и в соседнем Бармыше, принадлежит представителям местного крестьянского рода Барцыц.

## Использованная литература
1. Кварчия В. Е. Историческая и современная топонимия Абхазии (Историко-этимологическое исследование). — Сухум : Дом печати, 2006. — 328 с.
2. Кәарҷиа В. Е. Аҧсны атопонимика. — Аҟәа: 2002. — 686 д. (абх.)